# 江雲龍
江云龙（？—？），字润生，号静斋，安徽合肥县人。清末官员、诗人。

## 生平
光緒十六年（1890年）庚寅恩科二甲進士。同年五月，改翰林院庶吉士。光緒十八年五月，散館，授翰林院編修。官至江苏候补知府。江云龙工诗，有《师二明斋遗稿》。《晚晴簃诗汇》收其诗作五首。